# Marrasquino
El marrasquino o marasquino es un licor muy delicado, incoloro, algo glutinoso, dulce y fragante.
Se hace de una variedad de cerezas llamadas marrascas a las que se añade azúcar, almendras y miel. Se elabora especialmente en Zadar, población de Dalmacia, Croacia de donde viene el más estimado. También se produce en Torreglia (cerca de Padua, Italia).
El marrasquino combina especialmente bien con determinados postres como la macedonia de frutas. Suele usarse para macerar cerezas, por lo cual se hace llamar cerezas al marrasquino empleándose las mismas en coctelería y repostería.
También se emplea en algunos cócteles tales como en una variante del Manhattan llamada Sweet Manhattan o Manhattan dulce.
El destilado se madura durante al menos dos años en cubas de madera de fresno, ya que esta madera no transfiere su color al licor. A continuación es diluido y azucarado.

## Marcas históricas de marrasquino en Zadar (antes de 1943)
- Maraschino Luxardo (1821)[2]
- Distilleria Romano Vlahov[3]
- Fabbrica Maraschino Drioli Salghetti (1759-1943)[4]
- Fabbrica Maraschino Stampalia
- Distilleria Calligarich
- Distilleria Millicich
- Distilleria Magazzin
- Distilleria Stanich

### Enlaces de destilerías
- Maraska distillery
- Luxardo(R) distillery
- Casoni's Liqueurs (Producer of Maraschino Vlahov )

### Enlaces históricos
- History of Luxardo's distillery (1)
- History of Luxardo's distillery (2)
- History of Drioli distillery (en inglés y español)
- History of Drioli's distillery in Zara (libro en italiano)
- Photos: the destruction of distilleries in WWII

### Otros Enlaces
- Maraschino liqueur should not be confused with the juice from Maraschino cherries
- Maraschino cherry
- Maraschino bottles (en alemán)
- Zara (enlace roto disponible en Internet Archive; véase el historial, la primera versión y la última). (en italiano)

- Datos: Q1892360
- Multimedia: Maraschino / Q1892360